# Dryxo brahma
Dryxo brahma är en tvåvingeart som beskrevs av Wayne N. Mathis och Tadeusz Zatwarnicki 2002. Dryxo brahma ingår i släktet Dryxo och familjen vattenflugor. Inga underarter finns listade i Catalogue of Life.